# Listă de actori armeni
Aceasta este o listă de actori armeni.

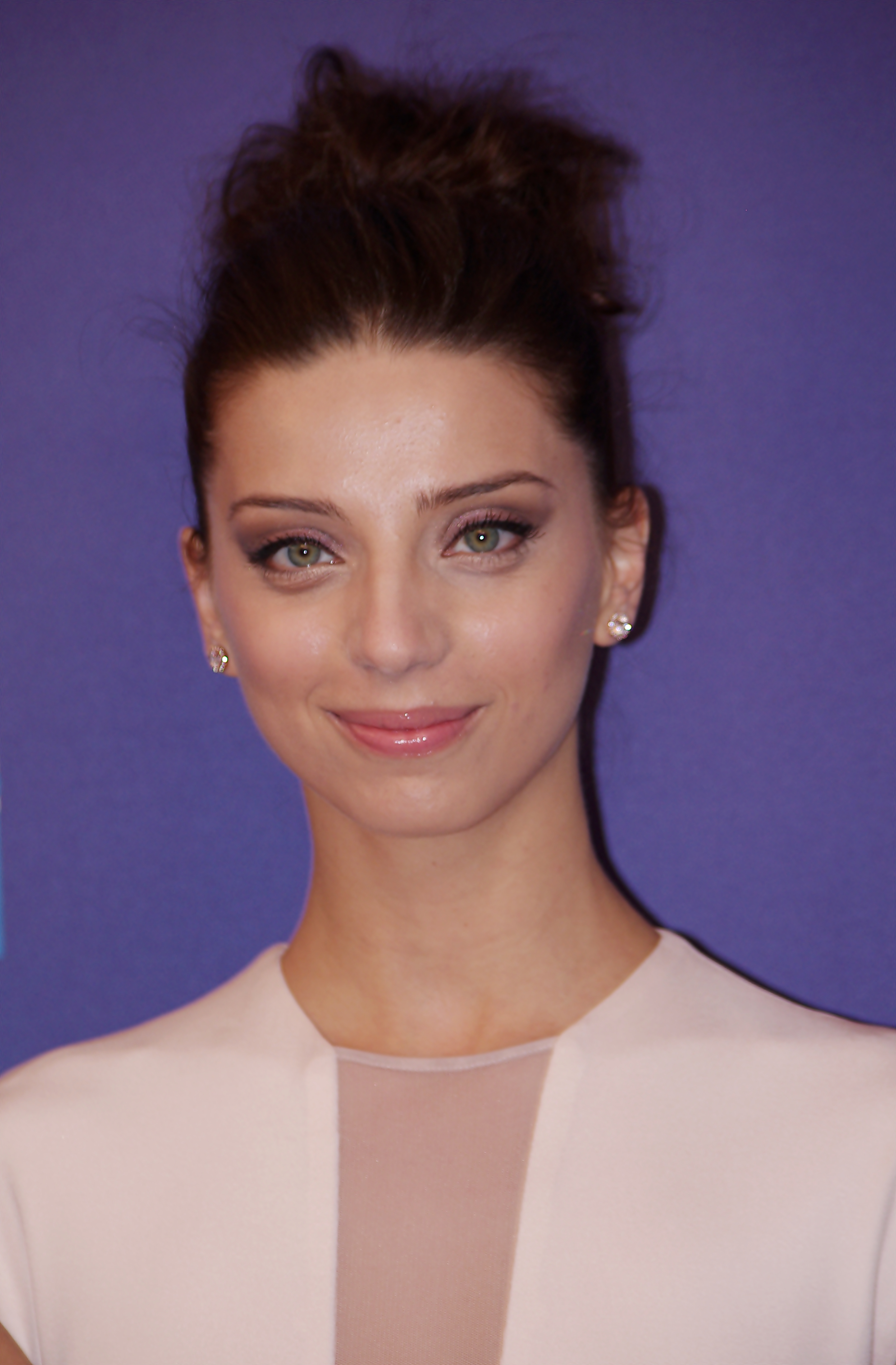
Angela Sarafyan, 2011

Cuprins: Început - 0–9 A B C D E F G H I J K L M N O P Q R S T U V W X Y Z

## A
- Simon Abkarian
- Petros Adamian
- Grégoire Aslan
- Serge Avedikian
- Val Avery

## B
- Richard Bakalyan
- Aracy Balabanian
- Adrienne Barbeau
- Amo Bek-Nazarov
- Eric Bogosian

## C
- Arthur Edmund Carewe
- Acho Chakatouny
- Cher

## D
- Ken Davitian
- Mariana Derderian
- Armen Dzhigarkhanyan

## E
- Naz Edwards

## G
- Vilen Galstyan
- Davit Gharibyan
- Michael A. Goorjian

## H
- Sid Haig
- David Hedison

## J
- Tulip Joshi

## K
- Dmitry Kharatyan

## M

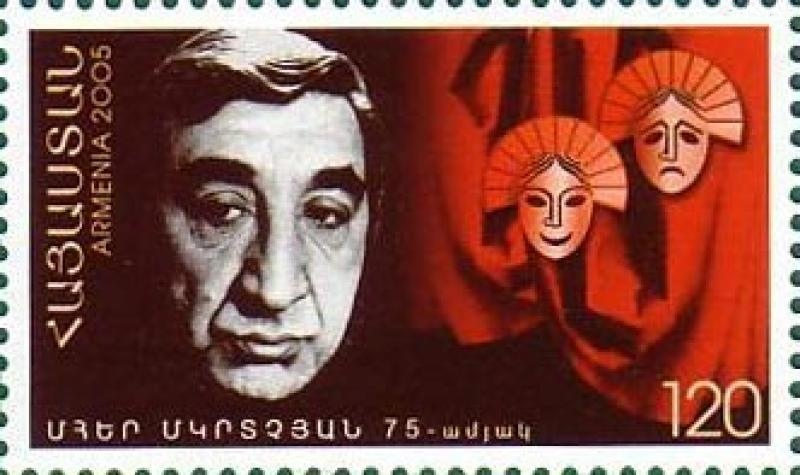
Frunzik Mkrtchyan

- Garik Martirosian
- Andrea Martin
- Mher Mkrtchyan
- Vladimir Msryan
- Romeo Muradyan

## P
- Vardan Petrosyan
- Michael Poghosyan
- Osvaldo Ríos

## S
- Sos Sargsyan
- Vahram Sahakian
- Angela Sarafyan
- Adam G. Sevani

## T
- Vic Tablian
- Akim Tamiroff
- Jano Toussounian

## V
- Michael Vartan
- Dita Von Teese

## Y
- Leonid Yengibarov

## Vezi și
- Listă de regizori armeni

Format:Cinematografia armeană